# Halacritus surcoufi
Halacritus surcoufi är en skalbaggsart som beskrevs av Yves Gomy 1978. Halacritus surcoufi ingår i släktet Halacritus och familjen stumpbaggar. Inga underarter finns listade i Catalogue of Life.